# Senije Zogu
Prinsessan Senije Zogu, även Sanije Zogu, född 1903, död 1969, var en albansk prinsessa, den tredje av sex systrar till kung Ahmet Zogu av Albanien. Hon var dotter till Xhemal Pasha Zogolli, hövding av Mati, och Sadije Hanëm Zogolli. Vid hennes brors trontillträde 1928 fick hennes mor titeln drottningmoder, medan hennes halvbror Xhelal blev prins, och hon och hennes fem systrar fick titeln prinsessa. Hon fick 1934-1938, mellan Zogs mors död och hans giftermål, ofta spela rollen av första dam i Albanien. Hon var engagerad i hälsofrågor och ordförande i Albanska Röda korset och kvinnoorganisationen Gruaja Shiqiptare 1928-1939.

## Biografi
Senije ska ha varit den syster som stod närmast kung Zogu. Efter moderns död 1934 var det Senije som, så länge Zogu var ogift, ofta fick spela rollen som Albaniens första dam och utföra representativa uppgifter.  
Medan kungens två äldre systrar, Adile Zogu och Nafije Zogu, levde mycket tillbakadragna liv, gav han sina fyra yngre systrar en offentlig roll. I sin strävan att modernisera Albanien, ville han att de skulle utgöra offentliga exempel och förebilder för den moderna kvinnan i Albanien. 
Under de första åren av sin brors regeringstid levde systrarna ett isolerat familjeliv i det komplex lyxvillor som utgjorde det kungliga residenset i Tirana, och deltog inte i societetslivet ens som privatpersoner. Det förekom inte något hovliv i stil med det i övriga Europa, och hovdamer förekom endast tillfälligt som sällskap då de visade sig offentligt.  
Detta förändrades med start från prinsessan Senijes bröllop år 1936. Senije gifte sig 1936 med den osmanske prinsen Mehmet Abid (d. 1973), son till den sultan Abdulhamid II. Hennes make utnämndes efter bröllopet till Albaniens ambassadör i Paris. Äktenskapet var inte lyckligt och avslutades med skilsmässa 1949. Bröllopet blev en offentlig affär, där den lokala societeten för första gången inbjöds på bal till kungapalatset. Därefter arrangerades också varje år en nyårsbal, dit de kvinnliga gästerna skulle infinna sig i västerländska aftonklänningar. När kungen år 1937 förbjöd slöjan i Albanien, såg han till att hans systrar figurerade offentligt och fotograferades under sin representation, modern klädda och utan slöjor, för att utgöra ett exempel för andra kvinnor i samhällslivet.  
Prinsessorna Senije, Myzejen Zogu, Ruhije Zogu och Maxhide Zogu fick resa på bildningsresor till västra Europa, där de blev kända för sina dyrbara shoppingvanor. De undervisades i språk, piano och dans, ägnade sig åt ridning och tillbringade sommaren i sommarpalatset i Durazzo. 
De fick också offentliga uppgifter inom den kungliga representationen: Senije ägnade sig åt hälsovård, Ruhije fick ägna sig åt utbildning och jämställdhet, Myzejen fick uppgifter kring kultur, och Maxhide tilldelades representationen kring idrott. 
De tre yngsta systrarna gjorde 1938 en resa till USA, där de blev mycket uppmärksammade, och sedan också en rundresa i Europa, men Senije följde denna gång inte med dem. Senije Zogu fick liksom sina systrar bevista societetslivet i Europa för att leta efter brudar åt Zog, som ville gifta sig med en medlem ur den europeiska adeln, och det var Senije som fick bjuda in sin blivande svägerska Geraldine Apponyi, till nyårsbalen i Tirana 1938.    
Senije Zogu utnämndes 1928 av sin bror till ordförande för Albanska Röda korset. När Albaniens kvinnoorganisationer samma år avskaffades och ersattes med en enda statlig kvinnoorganisation, Gruaja Shiqiptare under beskydd av drottningmodern, infördes en regel att ordföranden för denna alltid skulle vara samma person som var ordförande för Albanska Röda korset, som i sin tur skulle utnämnas av kungen, och därmed blev Senije automatiskt ordförande även för Gruaja Shiqiptare. Organisationens uppgift var att stödja och föra fram statens officiella politik för kvinnans rättigheter: den fungerade inte självständigt och tog inga initiativ. Statens politik var dock förhållandevis radikal under Zog, som i civilkoden 1928 gav kvinnor rätt till lika arv, skilsmässa, utbildning och  yrkesarbete samt förbjöd arrangerade äktenskap och harem: år 1937 förbjöds även slöjan. Organisationen under Senije grundade framgångsrikt lokala avdelningar i städer över hela landet, publicerade sin egen tidning och höll kurser som stöd för kvinnors utbildning, kulturella bildning och hälsa och arbetade för att stödja regimens reformer i kvinnors rättigheter, särskilt vad gällde utbildning. Det arbetet blev dock aldrig framgångsrikt utanför städernas med bildade elit. 
Vid andra världskrigets utbrott 1939 lämnade hon tillsammans med den övriga kungafamiljen Albanien och flyttade till Storbritannien. Hon lvde sedan med Zog och den övriga före detta kungliga familjen under deras vistelse i Egypten 1946-1955 och därefter i Cannes i Frankrike. 